# Старо гробље у Стапару
Старо гробље у Стапару се налази у насељу Стапар који административно припада општини Сомбор, у Западнобачком округу. Време настанка Старог гробља у Стапару није могуће прецизно одредити, али се зна да се на њему сахрањивало још у 18. веку. 
Старо гробље у Стапару је проглашено за непокретно културно добро.

## Историјат
Старо гробље у Стапару основано је у 18. веку и једно је од најстаријих гробаља на територији северне Бачке.
На Старом гробљу се налази 31 надгробни споменик подигнути у периоду од 18. до 20. века.

## Утврђена споменичка својства надгробних споменика
Споменичко својство је утврђено за следеће надгробне споменике:
1. надгробни споменик поред гробнице Марков Живојина (дим. 169x 60x 12 cm),
2. надгробни споменик испред гробнице Евице Баичек (дим. 146x 46x 20 cm),
3. надгробни споменик поред гробнице Косте Буњевчев,
4. надгробни споменик поред гробнице Ивана Пауков (дим. 189x 64 x 10 cm),
5. надгробни споменик из 1789. године подигнут Ружи Цветковић (нечитко), камени крст у стилу барока (дим. 107x 47x 13 cm),
6. надгробни споменик поред гробнице Даринке Мрђанов (дим. 122 x 56 x 10 цм),
7. надгробни споменик испред гробнице Драгиње Мрђанов (дим. 121 x 54 x 10 cm),
8. надгробни споменик поред гробнице Анице Бојчев (дим. 117x42x10 cm),
9. надгробни споменик поред гробнице Лазара Мрђанова (дим. 134x55x16 cm),
10. надгробни споменик – власник Мрђанов Лазар (дим. 129x68x14 cm),
11. надгробни споменик поред гробнице Катерине Стогић (дим. 163x60x20 cm),
12. надгробни споменик поред гробнице Живане Буњевчев (дим. 174x72x15 cm),
13. надгробни споменик испред гробнице Анке Бојанић (дим. 196x63x20 cm),
14. надгробни споменик испред гробнице Максима Задух (дим. 165x71x13 cm),
15. надгробни споменик поред гробнице Момира Ковачев (дим. 93x62 x10 cm),
16. надгробни споменик испред гробнице Стеве Апрелића (дим. 186x67x14 cm),
17. надгробни споменик поред гробнице Данице Серанчић (дим. 165x62x10 cm),
18. надгробни споменик поред гробнице Пушкачев (дим. 113x61x11 cm),
19. надгробни споменик породица Радин (дим. 119x44x13 cm),
20. надгробни споменик породица Радин (дим. 126x57x14 cm),
21. надгробни споменик породица Радин (дим. 119x60x10 cm),
22. надгробни споменик испред гробнице породица Радин (дим. 169x68x15 cm),
23. надгробни споменик поред гробнице Душана Стојкова (дим. 160x60x12 cm),
24. надгробни споменик поред гробнице Радослава Ивкова (дим. 158x73x10 cm),
25. надгробни споменик поред гробнице Љубице Јерков (дим. 178x65x13 cm),
26. надгробни споменик поред гробнице Љубице Јерков (дим. 190x65x11 cm),
27. надгробни споменик испред гробнице Саве Ковачев (дим. 183x62x14 cm),
28. надгробни споменик испред гробнице Саве ковачев (дим. 145x48x13 cm),
29. надгробни споменик испред гробнице Невене Рајић (дим. 176x54x9 cm),
30. надгробни споменик поред гробнице фамилије Шимић (дим. 180x65x12 cm),
31. надгробни споменик поред гробнице Божане Крјанац (дим. 100x36x10 cm).

## Гробље данас
Гробље је проглашено за непокретно културно добро и надлежна установа му је Покрајински завод за заштиту споменика културе Војводине.